# Сааведра, Анхель
Анхель де Сааведра, герцог Ривас (исп. Ángel de Saavedra y Ramírez de Baquedano, Duque de Rivas; 10 марта 1791[…] или 19 марта 1791, Кордова, Андалусия — 22 июня 1865[…], Мадрид) — испанский писатель и политический деятель.

## Биография
Участвовал в войне против французов; после заключения мира вышел в отставку в чине полковника и жил в Севилье. Тогда же занялся писательским трудом. Во время революции 1820 года Сааведра был ревностным сторонником конституции 1812 года и поставил в Севилье свою трагедию «Лануса», которая благодаря политической подоплёке возбудила огромный интерес. Во время вторжения французов (1823 год) Сааведра удалился в Лондон, где начал эпическую поэму «Florinda». В 1825 году переселился на Мальту и занялся изучением английских писателей, вследствие чего окончательно освободился от влияния французской классической школы. В 1830 году устроил школу рисования в Орлеане. Позже жил в Туре, где окончил народную эпическую поэму «El moro expósito» (П., 1834 год). В 1834 году Сааведре разрешено было вернуться в Испанию, где он получил по наследству титул герцога и возведён был в испанские гранды. Он принадлежал к сторонникам умеренной оппозиции, в 1836 году занимал место министра внутренних дел, но вскоре должен был удалиться за границу, откуда вернулся в 1844 году с королевой Марией-Христиной. До 1848 года был посланником в Неаполе, в 1854 году был консервативным членом так называемого «Сорокачасового» министерства, павшего вследствие движения, поднятого О’Доннеллом; позже был посланником в Париже и Флоренции. В 1864 году занимал место президента государственного совета. Своими «Moro expósito» и эпическими поэмами способствовал возрождению народной поэзии в Испании. В Неаполе он написал «Historia de la Sublevacion de Nàpoles» (Мадр., 1848, 1881).

## Пьесы
- 1814 — трагедия «Атаульф» (постановка запрещена цензурой)
- 1817 — трагедия «Донья Бланка Кастильская» (труппа X. Инфантеса, Севилья)
- 1822 — трагедия «Лануса» (Театр «Де ла Крус», Мадрид)
- 1833 — драма «Дон Альваро, или Сила судьбы» (постановка — 1835, Театр «Принсипе», Мадрид) — пьеса легла в основу оперы «Сила судьбы» Дж. Верди.
- 1834 — комедия «Tanto vales cuanto tienes»
- драмы «Solaces de un prisionero», «La morisca de Alajuar» (1842)
- 1841 — «Мавританка из Алахуара» (Театр «Принсипе»)
- 1842 — «Горнило верности» (Севилья)
- 1842 — «Разочарование во сне» (Театр «Аполо», Мадрид)